# Lista de gentílicos do Acre
Esta é uma lista de gentílicos referentes a municípios do estado brasileiro do Acre, cujos nativos ou moradores são chamados genericamente de acrianos ou acreanos. A capital do estado, Rio Branco, está em destaque. 
Sobre gentílicos em geral, cumpre destacar as normas ortográficas em vigor desde o Formulário Ortográfico de 1943, que diz, em seu item 42:
Os topônimos de tradição histórica secular não sofrem alteração alguma na sua grafia, quando já esteja consagrada pelo consenso diuturno dos brasileiros. Sirva de exemplo o topônimo "Bahia", que conservará esta forma quando se aplicar em referência ao Estado e à cidade que têm esse nome. Observação: os compostos e derivados desses topônimos obedecerão às normas gerais do vocabulário comum.— Academia Brasileira de Letras

## Gentílicos dos municípios acrianos
- Acrelândia – acrelandense
- Assis Brasil – assis-brasiliense
- Brasiléia – brasileense
- Bujari – bujariense
- Capixaba – capixabense
- Cruzeiro do Sul – cruzeirense
- Epitaciolândia – epitaciolandense
- Feijó – feijoense
- Jordão – jordãoense ou jordanense
- Manoel Urbano – manoel-urbanense
- Marechal Thaumaturgo – thaumaturguense
- Mâncio Lima – mâncio-limense
- Plácido de Castro – placidiano
- Porto Acre – porto-acrense
- Porto Walter – porto-waltense
- Rio Branco – rio-branquense
- Rodrigues Alves – rodrigues-alvense
- Santa Rosa do Purus – santa-rosense
- Sena Madureira – sena-madureirense
- Senador Guiomard – guiomaense
- Tarauacá – tarauacaense
- Xapuri – xapuriense